# Dino Caponi
Dino Caponi (Firenze, 8 gennaio 1920 – Arezzo, 22 agosto 2000) è stato un pittore italiano.

## Biografia
Nato nel quartiere del Galluzzo in Firenze da una umile famiglia di estrazione rurale si trasferisce nel 1927 in via di Villamagna nella zona dell'Anconella in una casa di proprietà dell'Acquedotto assegnata alla sua famiglia. Trasferimento che favorì l'incontro con Ottone Rosai che lo stimolò nello studio del disegno e creò con il giovane allievo un rapporto filiale che durò per la vita.
Dino Caponi, dotato di grande tecnica nel disegno, già in tenera età entrò a far parte degli allievi della bottega Rosai e pubblicò alcuni disegni nelle riviste Il Bargello e L'Universale nel periodo 1931 - 1935.
Le sue opere sono state esposte alla V°, VIII° e IX° edizione della Quadriennale di Roma, Il Fiorino d’oro e il Premio Marzotto.
Nel 1932 una sua opera è esposta alla mostra “Rosai e i suoi allievi” con Sergio Donnini.
Nel 1936 entra a far parte della bottega di Rosai anche Nino Tirinnanzi.
Dal 1937 frequenta il Caffè Le Giubbe Rosse ed entra in contatto con Alfonso Gatto, Piero Bigongiari, Mario Luzi, Oreste Macrì, Eugenio Montale, Tommaso Landolfi, Carlo Bo, Vasco Pratolini, Giuseppe Ungaretti.
Nel 1943 sposa Loretta Martini che aprirà un Atelier di ricami di grande successo apprezzati da clienti come Madonna e Trudie Styler e molti altri..Dopo gli anni giovanili la pittura di Dino Caponi si discosta da quella del maestro sia come tecnica che come soggetti aprendosi anche alle esperienze internazionali. L'amicizia e la frequentazione con poeti e scrittori ha sempre stimolato e arricchito la pittura di Caponi i cui contenuti sono costantemente ricchi di una vena poetica . Dino Caponi è stato insegnante alla Accademia di belle arti di Firenze, di Venezia e di Bologna.
Nel dopoguerra stringe amicizia con Sergio Scatizzi, Enzo Faraoni, Fernando Farulli, Venturino Venturi.
Nel 2008 gli è stata dedicata la mostra antologica “Attraverso il Novecento” all'Accademia delle Arti del Disegno di Firenze e nel 2011 un'altra mostra :"il naturalismo lirico di Dino Caponi" nelle Sale Medicee di Palazzo Medici Riccardi